# Eric Philips

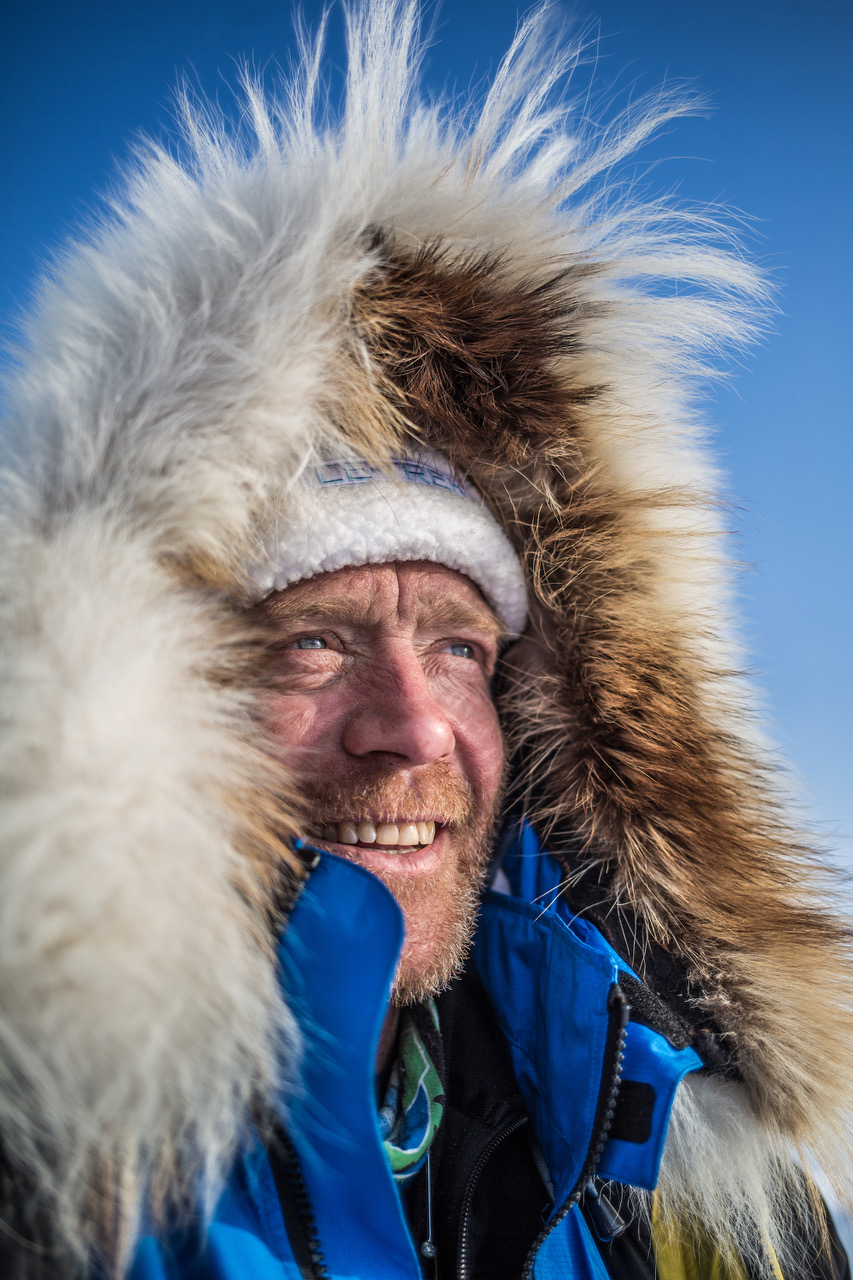
Eric Philips

Eric Philips (ur. 30 kwietnia 1962) - australijski polarnik, podróżnik, przewodnik polarny i prywatny astronauta. W swojej ponad 40-letniej karierze eksplorował lodowe obszary Arktyki i Antarktyki, prowadząc wyprawy przez lądolody Grenlandii, Islandii, Svalbardu i Patagonii. Był pierwszym Australijczykiem, który wraz z towarzyszem Jonem Muirem dotarł na nartach zarówno na biegun północny, jak i południowy. Philips jest również wynalazcą elastycznych wiązań narciarskich (Flexi Ski Bindings) oraz innych produktów przeznaczonych do ekstremalnych warunków zimowych, sprzedawanych przez jego firmę Icetrek Expeditions and Equipment. 
Oprócz działalności eksploracyjnej, Philips jest założycielem i prezesem International Polar Guides Association (IPGA), organizacji promującej profesjonalizm i bezpieczeństwo w przewodnictwie polarnym. W uznaniu jego osiągnięć, w 2024 roku został odznaczony Orderem Australii (OAM). 
W 2025 roku Philips przeszedł do historii jako pierwszy polarnik, który odbył lot kosmiczny pod australijską flagą, uczestnicząc w misji Fram2. Misja ta, realizowana przez firmę SpaceX, była pierwszym załogowym lotem nad regionami polarnymi Ziemi. Podczas misji przeprowadzono liczne eksperymenty naukowe, a sukces przedsięwzięcia stanowi kamień milowy w eksploracji kosmosu.
Stowarzyszenie Uczestników Lotów Kosmicznych (Association of Space Explorers) przyznało mu Universal Astronaut Insignia za lot orbitalny (nr 629).